# Fiódor Duz-Jotimirski
Fiódor Ivánovich Duz-Jotimirski (en ruso: Фёдор Иванович Дуз-Хотимирский) (26 de septiembre de 1879, Chernígov, Ucrania-6 de noviembre de 1965, Moscú, Rusia) fue un ajedrecista ucraniano.

## Biografía
Duz-Jotimirski provenía de una familia pobre. En su adolescencia, se mudó de su ciudad natal a Kiev, donde realizó diversos trabajos y con 19 años empezó a jugar al ajedrez en los cafés de Kiev. Unos meses más tarde, fue considerado uno de los mejores jugadores de Kiev.

## Trayectoria como ajedrecista
Fue cuatro veces vencedor del Campeonato de Ajedrez de Kiev (1900, 1902, 1903 y 1906). Participó en cinco Campeonatos Nacionales de Rusia. En 1901 quedó 15.º en Moscú (segundo Campeonato Nacional, triunfo de Mijaíl Chigorin). En 1903, terminó 15.º en Kiev (tercer Campeonato Nacional, victoria de Chigorin). En 1906, logró ser 8.º-10.º en San Petersburgo (cuarto Campeonato, triunfo de Georg Salwe). En 1907/08, empató el 8.º y 9.º en Lodz (5.º Campeonato, victoria de Akiba Rubinstein). En 1909, quedó 4.º en Vilna (6.º Campeonato Nacional, triunfo de Rubinstein).
En otros torneos, quedó séptimo en San Petersburgo 1901 (triunfo de Serguéi Lébedev). En 1907, fue 11.º-12.º en Carlsbad (victoria de Rubinstein). En 1907 ganó, por delante de Benjamin Blumenfeld y Georg Marco, en Moscú. En 1907, quedó 3.º en Moscú (victoria de Chigorin). En 1908, fue 4.º en Moscú, (victoria de Vladimir Nenarokov). En el mismo año, quedó 11.º en Praga (victoria para Oldřich Duras y Carl Schlechter). Además, empató un match con Frank Marshall (+2 -2 = 2) en Varsovia.
En 1909, terminó 13.º en San Petersburgo, derrotando a los vencedores del certamen Emanuel Lasker (vigente Campeón del Mundo) y Rubinstein. En 1910, fue 4.º en San Petersburgo (victoria conjunta de Sergey von Freymann, Lebedev y Grigory Levenfish). En 1910, quedó 7.º-8.º en Hamburgo (17.º Congreso,  triunfo de Schlechter). En 1911, fue 22.º en Carlsbad (triunfo de Richard Teichmann). En el mismo año, vencedor con Eugene Znosko-Borovsky en San Petersburgo.
En 1913, perdió las dos partidas de una exhibición con José Raúl Capablanca en San Petersburgo.
En 1921, fue 7.º-8.º en Moscú (victoria de Nikolay Grigoriev). En el mismo año, quedó 3.º-4.º en Petrogrado (2.º Campeonato Nacional de Rusia, victoria de Peter Romanovsky). En 1924, quedó 10.º-11.º en Moscú (3.º Campeonato Nacional de Rusia, triunfo de Yefim Bogoliubov). En 1925, fue 5.º en Leningrado (vcitoria de Bogoliubov).
En 1925, fue 20.º en Moscú (Torneo Internacional con victoria de Bogoliubov). En el mismo año, quedó 5.º-7.º en Moscú (triunfo de Aleksandr Sergeyev). En 1927, fue 3.º-4.º en Moscú (5.º Campeonato Nacional de Rusia, con victoria conjunta de Fedir Bohatyrchuk y Romanovsky). En 1927, quedó 2.º, por detrás de Nikolay Sorokin, en Tiflis. En 1930, fue 3.º-5.º en Moscú (triunfo de Abram Rabinovich).
En 1931, ganó el 2.º Campeonato Nacional de Ajedrez de Uzbekistán. En 1933, fue 19.º en Leningrado (8.º Campeonato Nacional de Rusia, con victoria de Mikhail Botvinnik). En 1938, quedó 13.º-17.º en Kiev (Campeonato Nacional de Rusia, con triunfo de Vasili Panov). En junio de 1941, jugó en las semifinales del campeonato soviético en Rostov del Don (Rostov-na-Donu), que fueron interrumpidos por la invasión nazi a la Unión Soviética. En noviembre de 1942, quedó 15.º en Moscú (Campeonato Nacional de Rusia, victoria de Vasily Smyslov). En 1944, fue 15.º-16.º en Moscú (Campeonato Nacional de Rusia, con triunfo de Alexander Kotov). En 1945, quedó 14.º en Bakú (Campeonato Nacional de Rusia). En 1946, fue 16.º-17.º en Tiflis (Campeonato Nacional de Rusia). En 1947, quedó 2.º-4.º en Ereván (7.º Campeonato Nacional de Armenia, con victoria de Igor Bondarevsky). En 1949, fue 14.º-15.º en Vilna (Campeonato Nacional de Rusia).
Fue reconocido en 1950 como Maestro Internacional.

## Aportación a la teoría en ajedrez
El Gran Maestro Eduard Gufeld recogió en su monografía sobre la Variante del Dragón un comentario de Khotimirski, en el cual se lo identifica como el creador de la denominación de esta variante de la Defensa siciliana:
"Utilicé por primera vez esta denominación en 1901 en Kiev. Me interesé por la astronomía y la observación del cielo nocturno, y observé la similitud de la cadena de peones d6-e7-f7-g6-h7 con la forma de la Constelación del Dragón".

## Obras
- Isbrannyje partii (=partidas selectas), Moscú 1955 (en colaboración con Vasili Panov).

## Selección de partidas
- Dus Chotimirskij - Emanuel Lasker, San Petersburgo 1909, gambito de Dama D37, 1-0
- Akiba Rubinstein - Dus Chotimirskij, San Petersburgo 1909, defensa Tarrasch D32, 0-1
- Dus Chotimirskij - Frank Marshall, Hamburgo 1910, contragambito Albin D08, 1-0
- Dus Chotimirskij -NN, Hamburgo 1910, gambito de Rey var. Cunningham C35, 1-0 16m
- Dus Chotimirskij - Georg Rotlewi, Carlsbad 1911, Francesa C10, 1-0
- Dus Chotimirskij - Alexander Alekhine, San Petersburgo 1912, Española C77, 1-0
- Rudolf Spielmann - Dus Chotimirskij, Moscú 1925, Española var. Tarrasch C77, 0-1 32m
- Dus Chotimirskij - Alexander Kotov, Semifinal del Campeonato Nacional de Rusia, Ortodoxa D63, 1-0 23m